# Лена Олін
Лена Олін (швед. Lena Olin; 22 березня 1955) — шведська акторка.

## Біографія
Народилася 22 березня 1955 року в Стокгольмі, Швеція. Батько Стіг Олін — актор, мати Брітта Голмберґ — театральна акторка.  
Рано проявила інтерес до драми і, закінчивши школу, намагалася вступити до театральної школи, але два роки поспіль провалювала вступні тести. Після цього вивчала медицину в університеті, недовгий час працювала медсестрою в лікарні і вчителькою на заміну. Інгмар Бергман, друг сім'ї, переконав спробувати втретє, і Олін була прийнята в «Національну театральну академію» у 1976 році. Через чотири роки отримала місце в трупі «Королівського драматичного театру», де працювала до 1994 року, виконавши безліч помітних ролей в класичних і сучасних пьесах.
У другій половині 1970-х стала з'являтися у шведських фільмах, а в кінці 1980-х в американських картинах. За найкращу жіночу роль другого плану у фільмі «Нестерпна легкість буття» (1988) номінована на премію «Золотий глобус». За фільм «Вороги, історія кохання» (1989) була номінована на «Оскар», як найкраща акторка другого плану. Також знімалася у фільмах «Гавана» (1990), «Ромео спливає кров'ю» (1993), «Ніч у Мангеттені» (1996), «Дев'ята брама» (1999). У 2001 році була номінована на премію «БАФТА» в категорії найкраща жіноча роль другого плану у фільмі «Шоколад», а в 2003 році отримала номінацію на «Еммі» в серіалі «Шпигунка».

## Особисте життя
Лена Олін мала стосунки з актором Орьяном Рамбергом, народила сина Огюста (1986). У 1994 році одружилася з кінорежисером Лассе Гальстремом, народила дочку Тору (1994).

## Фільмографія
| Рік       |    | Українська назва                    | Оригінальна назва                 | Роль                     |
| --------- | -- | ----------------------------------- | --------------------------------- | ------------------------ |
| 1976      | ф  | Лицем до лиця                       | Ansikte mot ansikte               | продавець                |
| 1977      | тф | Брак мимоволі                       | Friaren som inte ville gifta sig  | циганка                  |
| 1977      | ф  | Табу                                | Tabu                              | дівчина                  |
| 1978      | ф  | Пригоди Пікассо                     | Picassos äventyr                  | Долорес                  |
| 1980      | ф  | Любов                               | Kärleken                          | Лена                     |
| 1982      | тф | Як вам це сподобається              | Som ni behagar                    |                          |
| 1982      | ф  | Трава вдів                          | Gräsänklingar                     | Ніна                     |
| 1982      | ф  | Фанні та Олександр                  | Fanny och Alexander               | Роза                     |
| 1984      | тф | Після репетиції                     | Efter repetitionen                | Анна Егерман             |
| 1985      | тф | Рауль Валленберг: Забутий герой     | Wallenberg: A Hero's Story        | Марта                    |
| 1986      | тф | Скляні майстри                      | Glasmästarna                      | дама з собакою           |
| 1986      | ф  | Втеча на Північ                     | Flucht in den Norden              | Карін                    |
| 1986      | ф  | Життя і смерть                      | På liv och död                    | Надя Меландер            |
| 1987      | тф | Гумористи                           | Komedianter                       | Енн                      |
| 1988      | ф  | Нестерпна легкість буття            | The Unbearable Lightness of Being | Сабіна                   |
| 1988      | ф  | Друзі                               | Friends                           | Сью                      |
| 1989      | ф  | Яхта «Радість»                      | s/y Glädjen                       | Анніка Ларссон           |
| 1989      | ф  | Вороги, історія кохання             | Enemies: A Love Story             | Маша                     |
| 1990      | тф | Гебріана                            | Hebriana                          | Лена                     |
| 1990      | ф  | Гавана                              | Havana                            | Боббі Дюран              |
| 1993      | ф  | Ромео спливає кров'ю                | Romeo Is Bleeding                 | Мона Демарков            |
| 1993      | ф  | Містер Джонс                        | Mr. Jones                         | Ліббі                    |
| 1994      | ф  | Ніч і мить                          | The Night and the Moment          | Маркіза                  |
| 1996      | ф  | Ніч у Мангеттені                    | Night Falls on Manhattan          | Пеггі Ліндстром          |
| 1996      | ф  | Золота година[джерело?]             | The Golden Hour                   |                          |
| 1998      | ф  | Польське весілля                    | Polish Wedding                    | Ядзя                     |
| 1998      | ф  | Гамільтон                           | Hamilton                          | Тессі                    |
| 1999      | ф  | Таємничі люди                       | Mystery Men                       | доктор Анабель Лік       |
| 1999      | ф  | Дев'ята брама                       | The Ninth Gate                    | Ліана Телфер             |
| 2000      | ф  | Шоколад                             | Chocolat                          | Джозефіна Мускат         |
| 2002      | ф  | Королева проклятих                  | Queen of the Damned               | Маарет                   |
| 2002      | ф  | Запалювання                         | Ignition                          | суддя Фейт Маттіс        |
| 2002      | ф  | Темрява                             | Darkness                          | Марія                    |
| 2002—2006 | с  | Шпигунка                            | Alias                             | Ірина Деревко            |
| 2003      | ф  | Сполучені штати Ліланда             | The United States of Leland       | Мерібет Фіцджеральд      |
| 2003      | ф  | Голлівудські копи                   | Hollywood Homicide                | Рубі                     |
| 2005      | ф  | Казанова                            | Casanova                          | Андреа                   |
| 2005      | ф  | Бац! Бац! Орангутанг                | Bang Bang Orangutang              | Ніна                     |
| 2007      | ф  | Наркоз                              | Awake                             | Ліліт Бересфорд          |
| 2008      | ф  | Читець                              | The Reader                        | Роуз Мазер / Ілана Мазер |
| 2010      | ф  | Пам'ятай мене                       | Remember Me                       | Діана Гірщ               |
| 2010      | с  | Закон і порядок: Спеціальний корпус | Law & Order: Special Victims Unit | Інгрід Блок              |
| 2012      | ф  | Гіпнотизер                          | Hypnotisören                      | Сімоне Барк              |
| 2013      | ф  | Четвірка                            | Quad                              | Євгейна                  |
| 2013      | ф  | Нічний потяг до Лісабона            | Night Train to Lisbon             | Стара Естефанія          |
| 2013      | ф  | Диявол, якого ти знаєш              | The Devil You Know                | Кетрін Вале              |
| 2014—2015 | с  | Ласкаво просимо до Швеції           | Welcome to Sweden                 | Вівека Бйорджессон       |
| 2016      | ф  |                                     | The 11th                          | Брітта                   |
| 2017      | ф  |                                     | The Mob: A Woman's Revenge        | Бригіта Качіотті         |
| 2017      | с  | Мисливець за розумом                | Mindhunter                        | Анналіз Стільман         |
| 2020      | с  | Мисливці                            | Hunters                           | Єва Браун                |
| 2023      | ф  | Одне життя                          | One Life                          | Грете Вінтон             |
| 2024      | ф  | Астронавт                           | Spaceman of Bohemia               | Здена                    |
| 2024      | ф  | Підвищення                          | Upgraded                          | Катрін                   |
| 2025      | с  | Дев'ять ідеальних незнайомців       | Nine Perfect Strangers            | Хелена                   |